# Peter Maag (chef d'orchestre)
Pour les articles homonymes, voir Peter Maag et Maag.
Peter Maag est un chef d'orchestre suisse, né le 10 mai 1919 à Saint-Gall et mort le 16 avril 2001 à Vérone en Italie.

## Biographie
Né d'un père pasteur luthérien et musicien érudit et d'une mère violoniste dans le fameux Quatuor Capet, Peter Maag a pour professeurs d'éminentes personnalités comme le théologien Karl Barth et le philosophe Karl Jaspers.
Il étudie le piano et la théorie auprès de Czesław Marek à Zurich. Plus tard, il travaille en privé avec Alfred Cortot, l'un des plus grands pianistes et pédagogues du XXe siècle.
Il s'initie à la direction d'orchestre avec Franz von Hoesslin et Ernest Ansermet. En 1952, il est affecté comme premier chef d'orchestre à l'Opéra de Düsseldorf, alors dirigé par Eugen Szenkar. Sa réputation croissant, il est amené à diriger les meilleures formations orchestrales sur les plus grandes scènes. Il reste un fin interprète notamment de la Sérénade no 8 en ré majeur KV 286/269a, dite Notturno, de Mozart, à la tête du London Symphony Orchestra enregistré en 1959.
Comme compositeur, il prend le pseudonyme d'Ottmar Maga.
Peter Maag est le petit-neveu du chef d'orchestre et compositeur allemand Fritz Steinbach.

## Répertoire
Méconnu et peu médiatisé, Maag est néanmoins un musicien de grande classe. À ce titre, on ne peut passer sous silence son interprétation parfaitement ciselée et équilibrée de la Symphonie écossaise de Mendelssohn avec l'Orchestre symphonique de Londres chez Decca. Il a enregistré en 1997 cette même symphonie, couplée avec la Symphonie italienne, toutes les deux à la tête de l'Orchestre symphonique de Madrid. Méritent aussi d'être mentionnées plusieurs gravures d'œuvres de Mozart (symphonies, sérénades et concertos), Schubert ou encore Johannes Brahms. On remarque son interprétation exceptionnelle de l'ouverture du seul oratorio de Mozart, La Betulia Liberata, en 1992, à Padoue, chez Denon. Il confère une force extraordinaire, une tension qu'il semble seul à avoir vue, et qui pourrait bien être au plus près de ce qu'a souhaité Mozart, au début de cet oratorio qui évoque une ville assiégée. 
Il est aussi un grand chef d'opéra. Indiquons seulement deux réussites parmi d'autres : le Don Giovanni intense qu'il dirige en 1964 au Festival d'Aix-en-Provence, avec Gabriel Bacquier, Wladimiro Ganzarolli, Luigi Alva, Giorgio Tadeo, Ilva Ligabue, etc., et des Contes d'Hoffmann d'une rare force dramatique donnés au Teatro Colón de Buenos Aires en 1970, avec Sándor Kónya, Bacquier, Mesplé, Heather Harper, etc. Il est heureux qu'on conserve des enregistrements pris sur le vif de ces exécutions.